# جبله (سوریه)
شهر جبله  (به عربی: جبلة) در استان لاذقیه در کشور سوریه واقع شده‌است. جمعیت این شهر ۶۸٫۳۶۸ نفر است.